# Оберндорф (Бад-Ласфе)

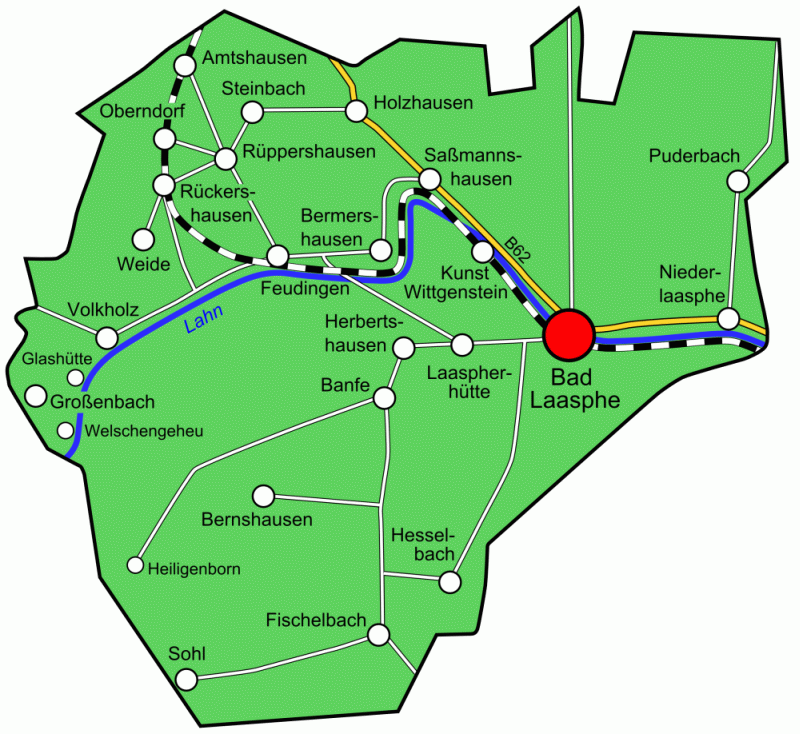
Карта города Бад-Ласфе

Оберндорф (Бад-Ласфе) (нем. Oberndorf (Bad Laasphe)) — деревня на территории города Бад-Ласфе (Виттгенштайнер-Ланд, Северный Рейн-Вестфалия, Германия).

## География

### Географическое положение
Оберндорф расположен на границе городской зоны Бад-Ласфе и коммуны Эрндтебрюкк. Деревня расположена между горами Эбшлох (686,3 м над уровнем моря; на север-западе), Хоэс Хаупт (650,5 м над уровнем моря; на северо-востоке) и Аберг (531,7 м над уровнем моря; на юго-западе). Оберндорф находится примерно в 9 км (по прямой) от центра города Бад-Ласфе.

### Местная структура
Населённый пункт разделён на поселения Оберндорф-Дорф и Оберндорф-Банхоф. Граница Оберндорфа с соседним Рюккерсхаузеном проходит прямо через здание железнодорожного вокзала.

### Гемаркунг Оберндорф
Кадастровый земельный район (гемаркунг) Оберндорф зарегистрирован в Земельной книге Германии под номером 051840. Большинство земельных угодий расположено на горных склонах и заняты лесами, обрабатываемыми землями, лугами и сельскими застройками. Характеризуется следующими основными данными. Территория гемаркунга совпадает с административной территорией поселения Оберндорф.
- Площадь — 4007816.97 м²
- Количество флюров (кадастровых земельных подрайонов) — 5
- Количество земельных участков — 969
- Средняя площадь земельного участка — 4136.04 м²

#### Географические топонимы и объекты гемаркунга
На территории пяти флюров гемаркунга выделены следующие геотопонимы и другие географические объекты.
| Изображение | Название                    | флюр  | краткая характеристика                                                                 |
| ----------- | --------------------------- | ----- | -------------------------------------------------------------------------------------- |
|             | Зауервизе — Обердорфер-Брух | 1,2   | Природоохранная территория (заказник) SI-021 города Бад-Ласфе                          |
|             | K 33                        | 1,2   | Автомобильная дорога районного значения, соединяющая общину Эрндтебрюкк и город Ласфе. |
|             | Оберндорфер-Бах             | 1,3,4 | Постоянный водоток (ручей) с несколькими безымянными притоками.                        |
|             | Оберндорфер Штрассе         | 3,4,5 | Центральная улица поселения                                                            |

## История

### Местная история
Впервые этот населённый пункт упоминается в документах в 1365 году. С этого года он принадлежит династии Виттгенштайн. В 1662 году поселение было отнесено к школьному церковному округу Фойдинген. Начиная с 1720 года подтвердена церковная принадлежность к приходу Фойдинген. В 1845 году Оберндорф входит в состав администрации Эрндтебрюкка. С момента вступления в силу Закона Зауэрланд/Падерборн 1 января 1975 года Оберндорф вошёл в состав города Бад-Ласфе.
С 2020 года Оберндорф использует логотип, напоминающий о многочисленных исторических зданиях города.

### Динамика численности населения
- 1634: 8 солдат
- 1662: 7 жилых домов
- 1736: 90 жителей
- 1819: 128 жителей в 20 домах
- 1854: 245 жителей в 29 домах
- 1900: 307 жителей
- 1961: 451 житель[3]
- 1970: 540 жителей[3]
- 1974: 511 жителей[4]
- 2007: 500 жителей

## Политика
Дитмар Штиллер является представителем поселения в администрации Бад-Ласфе с 2020 года, переняв пост у своего сына Себастьяна Штиллера. Поддержку Штиллеру оказывает «DorfGemeinschaftsVerein OBERNDORF», которое занимается практически всеми вопросами в Оберндорфе, которые затрагивают деревню и её жителей.

## Транспорт
| Линия                       | Направление маршрута | Такт    |
| --------------------------- | --- | ------- |
| RB94 Спаренный дизель-поезд | «Обере Лантальбан» (железная дорога Верхней долины Лана): Марбург — Кёльбе — Сарнау — Госсфельден — Штерцхаузен — Кальдерн — Бухенау — Фриденсдорф — Вильгельмсхютте — Биденкопф — Биденкопф Кампус — Валлау (Лан) — Бад-Ласфе-Нидерласфе — Бад-Ласфе — Фойдинген — Оберндорф (Бад-Ласфе) (Виттгенштайн) — Ляймструт — Шамедер — Эрндтебрюкк ( — Хильхенбах — Кройцталь — Зиген — Бетцдорф (Зиг)) (2 спаренных вагона в субботу от-до Бетцдорф) Состояние: декабрь 2021 | 120 мин |
| SB5 скоростной автобус      | Зиген — Бад-Ласфе | 120 мин |